# 奧斯威戈 (紐約州)
奥斯威戈（Oswego）是美国纽约州奥斯威戈县的一座城市，是奥斯威戈县的县城。2010年人口普查时人口为18142人。 奥斯威戈位于纽约州北部中心的安大略湖边，并将其称为“纽约州中部港口城市”。 
奥斯威戈市分别与西部，南部和东部的奥斯威戈镇，米奈托和Scriba以及北部的安大略湖相连接。 奥斯威戈赛道是一个全国知名的汽车赛车设施。 纽约州立大学奥斯威戈分校就位于城外湖泊边。 在蒙大拿州，俄勒冈州，伊利诺伊州和堪萨斯州有奥斯威戈的同名社区。